# Яранск
Яра́нск — город в России, административный центр Яранского района и Яранского городского поселения Кировской области. Население — 15 752 чел. (2019 г.).

## Этимология
Название города происходит от гидронима Яран, Ярань, который неоднократно встречается в топонимии Республики Марий Эл и других смежных территорий, но его этимология точно не установлена. По оценке И. С. Галкина, он оставлен домарийским населением, имевшим язык угорского типа. По мнению О. В. Смирнова, топоним происходит от мар. ер, сев.-зап. мар. йäр «озеро» + суффикс притяжательных прилагательных -н(ь), -ан(ь).

## География
Город расположен в пределах Вятского ополья, на реке Ярани (бассейн Вятки), в 215 км к юго-западу от Кирова.

## История
Яранск был основан как русская крепость в результате Третьей черемисской войны в конце XVI века русской военной дружиной для усмирения непокорных черемисов (марийцев). Дата основания Яранска — 1591 год (официально считается 1584 год, но не найдено прямых летописных источников, а лишь один опосредованный). Об этом свидетельствуют результаты исследований летописных текстов. Самые ранние документальные свидетельства о приказных лицах, возглавлявших яранскую администрацию, относятся к 1594 году. Вокруг Яранского кремля вырос посад, защищённый острогом и укреплённым Вознесенским монастырём (упразднён в XVI—XVII веках).
В июле — августе 1601 года в Яранске отбывал ссылку доставленный из Москвы опальный боярин Василий Никитич Романов, дядя будущего царя Михаила Фёдоровича. В начале сентября он был отправлен на Урал, где вскоре умер. По-видимому, в Яранске в то время бывали другие представители рода Романовых, сосланные Борисом Годуновым из Москвы. Вплоть до начала XX века в городе сохранялись названия мест Романова гора и Романова яма, которые местные жители относили ко временам пребывания в городе Василия Романова.
В 1648 году яранские пешие стрельцы были переведены на строительство Симбирской черты, где была основана Яранская слобода (ныне Базарный Урень).
В 1708 году уезд, в котором находился Яранск, был включён в состав Казанской губернии.
В соответствии с Указом из Сибирского приказа на Вятку воеводе Г. Д. Плещееву о пленных шведах от 23 мая 1711 года, на окраине Яранска поселены 500 шведов, взятых в плен в Северной войне. Поселенцы обзавелись семьями и обрусели, их дома составили новый городской район, известный ныне как Ланцы. Название района произошло в процессе русификации слова Ландскнехт.
В 1752 году яранский механик-самоучка крестьянин Леонтий Шамшуренков изобрёл и построил «самобеглую коляску».
С 1780 года — уездный город. Яранский уезд был передан Вятскому наместничеству, которое в 1797 году было преобразовано в губернию.
В 1832 году в городе открыта метеорологическая станция, в 1895 году — земский кустарный музей. В 1902 году проложен городской водопровод.
С 1899 по 1921 годы в городе действовал Яранский Пророчицкий монастырь, помощником игумена в котором всё это время был иеромонах Матфей (в миру Митрофан Кузьмич Швецов), известный как Яранский чудотворец. Ему приписывались многочисленные проявления дара прорицания и исцеления. В 1997 году отец Матфей был причислен к лику местночтимых святых.
В 1918 году в городе был открыт сельскохозяйственный техникум. В 20-е годы XX века существовала Яранская ассоциация крестьянских писателей.
14 июля 1929 года город становится центром Яранского района в составе Котельнического округа Нижегородского края (с 1936 года — в Кировской области).
С 1 января 2006 года согласно Закону Кировской области от 07.12.2004 № 284-ЗО Яранск является также центром Яранского городского поселения.

## Гербы города
Первый герб Яранска был утверждён в 1781 году Высочайшим указом императрицы Екатерины II. В 1971 году постановлением исполкома городского Совета депутатов трудящихся был утверждён новый герб города. Наконец, Яранской городской Думой был утверждён действующий герб, основанный на историческом гербе XVIII века.

## Климат
Климат умеренный континентальный.
| Показатель              | Янв.  | Фев.  | Март | Апр. | Май  | Июнь | Июль | Авг. | Сен. | Окт. | Нояб. | Дек. | Год |
| ----------------------- | ----- | ----- | ---- | ---- | ---- | ---- | ---- | ---- | ---- | ---- | ----- | ---- | --- |
| Средняя температура, °C | −11,5 | −11,3 | −5   | 4,1  | 11,5 | 16,6 | 18,9 | 15,9 | 10,1 | 3,6  | −4,2  | −9,3 | 3,3 |
| Норма осадков, мм       | 36    | 28    | 30   | 31   | 42   | 68   | 76   | 63   | 56   | 54   | 43    | 37   | 564 |
| Источник: .             |       |       |      |      |      |      |      |      |      |      |       |      |     |

## Население
| 1630    | 1797    | 1856    | 1897    | 1926    | 1931    | 1939    | 1959    | 1970    | 1979    |
| ------- | ------- | ------- | ------- | ------- | ------- | ------- | ------- | ------- | ------- |
| 62      | ↗500    | ↗2600   | ↗4800   | ↗6100   | →6100   | ↗9300   | ↗11 768 | ↗15 374 | ↗17 756 |
| 1989    | 1991    | 1992    | 1996    | 1998    | 2000    | 2001    | 2002    | 2003    | 2005    |
| ↗20 466 | ↗20 900 | ↘20 700 | ↗21 400 | ↗21 500 | ↗21 700 | →21 700 | ↘19 723 | ↘19 700 | ↗19 800 |
| 2006    | 2007    | 2008    | 2009    | 2010    | 2011    | 2012    | 2013    | 2014    | 2015    |
| →19 800 | ↘19 700 | →19 700 | ↘19 690 | ↘17 253 | ↗17 300 | ↘16 930 | ↘16 721 | ↘16 624 | ↘16 460 |
| 2016    | 2017    | 2018    | 2019    | 2020    | 2021    |         |         |         |         |
| ↘16 283 | ↘16 106 | ↘15 985 | ↘15 752 | ↘15 475 | ↘14 284 |         |         |         |         |

На 1 января 2025 года по численности населения город находился на 820-м месте из 1124 городов Российской Федерации.
По данным Администрации Яранского муниципального района — численность населения Яранского городского поселения в 2016 году составляла 25 421 человек; в 2017 году 25 240 человек.

## Экономика
В Яранске имеются предприятия:
- Яранский механический завод (ЯМЗ);
- пищекомбинат «Росинка»;
- Яранская швейная фабрика (ул. Ленина, 9);
- Яранская типография (ул. Свободы, 21);
- Яранский плазмоцентр (Росплазма);
- Яранский лесхоз;
- межхозяйственный лесхоз;
- СПК «СА „Птицевод“»;
- ООО «КМС» (деревообрабатывающая промышленность);
- Яранское районное потребительское общество (ул. Кирова, 28);
- железнодорожная станция Яранск ГЖД.

## Общественный транспорт[30]
Существует два городских автобусных маршрута:
1. Автокомбинат 1853 — ПМК 399 — Птицефабрика — ул. Революции — ул. Карла Маркса — Музей — Школа № 2 — Рынок — Школа № 3 — РМЗ — ул. Молодой Гвардии — Химчистка — Водочный завод — Первомайская — ДСУ-5 — Соколы.
2. Спиртзавод — Заводская — Элеватор — Лагуновская — ул. Революции — ул. Карла Маркса — Музей — Школа № 2 — Рынок — Школа № 3 — РМЗ — ул. Молодой Гвардии — Химчистка — Водочный завод — Первомайская — ДСУ-5 — Соколы.

Десять пригородных:
1. Яранск — Знаменка
2. Яранск — Верхоуслино — Салобеляк
3. Яранск — Лом — Рыжаково
4. Яранск — Первомайск
5. Яранск — Савичи — Пушкино
6. Яранск — Никулята
7. Яранск — Рождественск
8. Яранск — Салобеляк — Энгенер
9. Яранск — Уртма
10. Яранск — Сосновка — Бибиково (Сезонный)

## Почётные граждане
Ниже приводится список почётных граждан города Яранска. Где известно, в скобках указан год присвоения звания:

### До 1917 года
1. Александров, Александр Яковлевич (с супругой Александрой Константиновной Александровой) — купец, владелец винокуренного и колокололитейного заводов.
2. Булыгин, Василий Фёдорович (с супругой Варварой Семёновной Булыгиной) — купец, владелец винокуренного завода.
3. Халтурин, Александр Данилович — потомственный дворянин, владелец нескольких винокуренных заводов.
4. Онкель, Константин Иосифович — секретарь уездного по крестьянским делам присутствия.
5. Лубнин, Иван Иванович — нотариус.
6. Якимов, Николай Дмитриевич — купец, гласный уездного земства.
7. Якимова, Анна Степановна — купчиха.
8. Александров, Иван Васильевич —
9. Шевелёв, Александр Артемьевич — земский начальник, участковый мировой судья.
10. Романова, Александра Васильевна —
11. Князев, Пётр —
12. Никонов, Гавриил —
13. Никонов, Анатолий Владимирович —
14. Пировских, Николай Сергеевич — учитель чистописания и пения Яранской женской гимназии.
15. Бебенин, Василий Филиппович (1888) — яранский уроженец, екатеринбургский купец, основатель Яранского городского богадельного дома Василия и Ольги Бебениных.
16. Рощин, Фёдор Яковлевич (1911) — купец 2-й гильдии.
17. Шулятиков, Алексей Иванович (1913) — врач земской больницы.

### Советская Россия и СССР
1. Дербенёв, Николай Артемьевич — шлифовальщик механического завода.
2. Чернышов, Адольф Петрович — водитель, рационализатор.
3. Совалкова, Александра Анатольевна — птичница.

### После 1991 года
1. Цапаев, Пётр Михайлович (2009) — ветеран Великой Отечественной войны.
2. Солодовников, Сергей Александрович (2014) — генерал полиции.
3. Балдин, Виталий Павлович (2014) — заслуженный врач РФ[32].
4. Вичикова, Александра Сергеевна (2020) — ветеран педагогического труда, отличник народного просвещения.
5. Лагунов, Михаил Алексеевич (2020) — краевед, заслуженный учитель РСФСР.

## Достопримечательности
- Благовещенская церковь (1652),
- Старотроицкая колокольня (1689),
- Успенский собор (1798),
- Троицкая церковь (Троицкий собор) (заложена в 1845 году, освящена в 1857 году),
- Памятник герою Советского Союза Ваганову А. Д.

По адресу ул. Кирова, 9 функционирует Яранский краеведческий музей (открыт в 1918 году, наследник земского кустарного музея, основанного в 1895 году), фонд которого насчитывает почти 32 000 единиц хранения.

## Культура
В городе успешно работают следующие учреждения культуры:
- Яранский краеведческий музей;
- Яранская центральная районная библиотека им Г. Ф. Боровикова;
- Детская библиотека;
- Районный Дом народного творчества;
- Центр досуга молодежи «Ярград»;
- Городской дом культуры;
- Детская школа искусств.

С 2012 года в Яранске проводится межрегиональный фестиваль «Колёсная феерия», посвященный памяти яркого изобретателя-самоучки Леонтия Лукьяновича Шамшуренкова, уроженца Яранской земли, на который съезжаются гонщики со всей Кировской области и не только. Фестиваль «Колёсная феерия» включает в себя ряд спортивных конкурсов и соревнований, в том числе и популярный у молодых автолюбителей вид автогонок «дрэг-рейсинг», выставку-конкурс ретро-техники и самодельных автомобилей, а также концертно-развлекательную программу.

## Интересные факты
- В фильме Эльдара Рязанова «О бедном гусаре замолвите слово» (1980) на воротах города Губернска изображён герб Яранска.
- В городе существует собственный туристическо-краеведческий бренд — Яранский Глинышек[36].